# Adrien Michaut
Adrien Michaut est un industriel et homme politique français né le 17 mai 1853 à Baccarat (Meurthe-et-Moselle) et mort en 1936,.

## Biographie
Fils de Paul Michaut, administrateur de la cristallerie de Baccarat et député entre 1877 et 1881, il est aussi le frère de Henri Michaut, sénateur entre 1920 et 1933. Il entre dans l'École polytechnique et fait l'École des mines. En 1877, son père lui cède l'administration de la cristallerie et en 1883 il en devient le président. Après avoir été dégagé de toute obligation de service en 1893, il devient capitaine d'artillerie honoraire.
En 1880, il est élu maire de Baccarat succédant à son père, réélu jusqu'en 1914 où durant la Grande guerre, la ville est envahie par les Allemands. Il devient alors maire délégué jusqu'en 1919 et reçoit une citation à l'ordre de la Nation en 1914 et l'ordre de la Légion d'honneur en 1919 pour être resté à Baccarat pendant toute la guerre et malgré la destruction partielle de son usine avoir offert un peu de travail à ses ouvriers. En 1919, il est élu conseiller général du canton de Baccarat et se maintient jusqu'à sa mort en 1936. Il est aussi membre de la chambre de commerce de Meurthe-et-Moselle entre 1901 et 1919. En 1923, il obtient la médaille d'honneur du travail.

## Décoration
- Officier de la Légion d'honneur (4 août 1935)
- Chevalier de la Légion d'honneur (5 juillet 1919)
- Médaille d'honneur du travail (1923)